# Інтегральна йога
Інтегральна йога – це стиль йоги, який надає однакове значення пранаямі, медитації і асанам. Цей стиль спрямований на розвиток і вдосконалення духу і тіла. Інтегральна йога надасть Вам духовну і медитативну практику.

## Інтегральна йога, як шлях трансформації свідомості
Духовний досвід Шрі Ауробіндо синтезований в його багатогранній філософській системі Інтегральною йоги, метою якої є не тільки звільнення людської свідомості, але також глибока трансформація самої природи людини.
Шрі Ауробіндо почав свою практику йоги в 1904 році. Зібравши основні елементи духовного досвіду, отримані різними шляхами, він продовжив пошук більш інтегрального шляху, що об'єднує і гармонізує два полюси існування — Дух і Матерію. Більшість традиційних систем йоги пропонують шлях реалізації Духовного існування через відхід від матеріальної фізичного життя; сходження Шрі Ауробіндо до Духа має на меті трансформацію самої людської природи через привнесення світла і свідомості в Матерію. Згідно з Інтегральною йогою, справжнє існування людини в матеріальному світі є життям у невігластві і несвідомості, але навіть у її темряві й незнанні існує присутність Божественного. Створений матеріальний світ — це не помилка, яку потрібно відкинути душею, спрямованою до небес або Нірвани, але найважливіший еволюційний рівень, що робить можливим подальший розвиток духу. Духовна робота в матеріальному світі є тим ключем, за допомогою якого має бути відкрито зростаюче Божественне Свідомість в Матерії.
Загальноприйнято сприймати людський розум як найвищий рівень, досягнутий на сучасному еволюційному етапі розвитку природи. Згідно з Інтегральною йогою, розум — це не кінцева точка розвитку свідомості. Існують плани свідомості вищі й нижчі за людський рівень — це супраментальний і субментальний плани. Проте людський розум не має з ними контакту і не може охопити всіх можливих діапазонів свідомості, точно так само, як людський зір не може охопити всі колірні відтінки, а людський слух — всі рівні звуку. Подальша еволюція людини полягає саме в тому, щоб стати свідомою істотою на всіх рівнях і планах існування. Реалізація цієї еволюції є головною метою йоги Шрі Ауробіндо.
Інтегральна йога підкреслює індивідуальність кожної людської свідомості і не обмежує тих, хто практикує її, будь-яким певним набором правил для реалізації досвіду йоги, даючи лише основні напрямки та роз'яснюючи основні труднощі шляху. Йогічні стремління через роботу, медитацію, любов, відданість і відкритість Божественному свідомості, згідно з досвідом Шрі Ауробіндо, є рушійною силою для перетворення свідомості та трансформації людської природи.